# دائرة الأمريكيتين وبقية دول أوروبا الانتخابية
دائرة الأمريكيتين وبقية دول أوروبا الانتخابية هي واحدة من الدوائر الانتخابية للتونسيين في الخارج الذين يبلغ عددهم 6، إضافة إلى الـ27 دائرة انتخابية في داخل تونس. تتكون هذه الدائرة من دول القارتين الأمريكيتين وبقية دول أوروبا (ماعدا فرنسا وألمانيا وإيطاليا). خصص لهذه الدائرة مقعدين من جملة 217 مقعد في مجلس نواب الشعب.

## نتائج الانتخابات

### انتخابات المجلس الوطني التأسيسي 2011
| الحزب                                     | الأصوات           | النسبة | المقاعد |
| ----------------------------------------- | ----------------- | ------ | ------- |
| حركة النهضة                               | لا معلومات متوفرة |        | 1       |
| المؤتمر من أجل الجمهورية                  | لا معلومات متوفرة |        | 1       |
|                                           |                   |        |         |
| الاجمالي                                  | 180 29            | 100%   |         |
|                                           |                   |        |         |
| الأوراق الملغاة/البيضاء                   | 572 1             | 5.11%  |         |
|                                           |                   |        |         |
| إجمالي عدد المصوتين                       | 752 30            |        |         |
| الإمتناع عن التصويت                       | لا معلومات متوفرة |        |         |
| المسجلون                                  | لا معلومات متوفرة | 100%   |         |
| المصدر: الرائد الرسمي للجمهورية التونسية. |                   |        |         |

### الإنتخابات التشريعية 2014
| الحزب                                     | الأصوات           | النسبة | المقاعد |
| ----------------------------------------- | ----------------- | ------ | ------- |
| نداء تونس                                 | لا معلومات متوفرة |        | 1       |
| حركة النهضة                               | لا معلومات متوفرة |        | 1       |
|                                           |                   |        |         |
| الاجمالي                                  | 623 15            | 100%   |         |
|                                           |                   |        |         |
| الأوراق الملغاة/البيضاء                   | 57                | 0.36%  |         |
|                                           |                   |        |         |
| إجمالي عدد المصوتين                       | 680 15            |        |         |
| الإمتناع عن التصويت                       | لا معلومات متوفرة |        |         |
| المسجلون                                  | لا معلومات متوفرة | 100%   |         |
| المصدر: الرائد الرسمي للجمهورية التونسية. |                   |        |         |

### الإنتخابات التشريعية 2019
| الحزب                                      | الأصوات           | النسبة | المقاعد |
| ------------------------------------------ | ----------------- | ------ | ------- |
| حركة النهضة                                | 574 2             | 26.75% | 1       |
| التيار الديمقراطي                          | 428 1             | 14.84% | 1       |
| ائتلاف الكرامة                             | 061 1             | 11.03% | 0       |
| قلب تونس                                   | 996               | 10.35% | 0       |
| الدستوري الحر                              | 942               | 9.79%  | 0       |
| أحزاب وقوائم أخرى                          | 622 2             | 27.25% | 0       |
|                                            |                   |        |         |
| الاجمالي                                   | 623 9             | 100%   |         |
|                                            |                   |        |         |
| الأوراق الملغاة/البيضاء                    | 92                | 0.95%  |         |
|                                            |                   |        |         |
| إجمالي عدد المصوتين                        | 715 9             |        |         |
| الإمتناع عن التصويت                        | لا معلومات متوفرة |        |         |
| المسجلون                                   | لا معلومات متوفرة | 100%   |         |
| المصدر: الهيئة العليا المستقلة للانتخابات. |                   |        |         |

## الممثلين

### المؤسسون (2011-2014)
| الإسم | الإسم          | الحزب | الحزب                    |
| ----- | -------------- | ----- | ------------------------ |
|       | فردوس الوسلاتي |       | حركة النهضة              |
|       | مبروكة مبارك   |       | المؤتمر من أجل الجمهورية |

### نواب الشعب

#### المدة النيابية الأولى (2014-2019)
| الإسم | الإسم        | الحزب | الحزب       |
| ----- | ------------ | ----- | ----------- |
|       | رمزي بن فرج  |       | حركة النهضة |
|       | لمياء المليح |       | نداء تونس   |

#### المدة النيابية الثانية (2019-2024)
| الإسم | الإسم          | الحزب | الحزب                 |
| ----- | -------------- | ----- | --------------------- |
|       | رباب بن اللطيف |       | حركة النهضة           |
|       | منيرة العياري  |       | حزب التيار الديمقراطي |

## مقالات ذات صلة
- الانتخابات في تونس